# Gute Nacht, Willi Wiberg

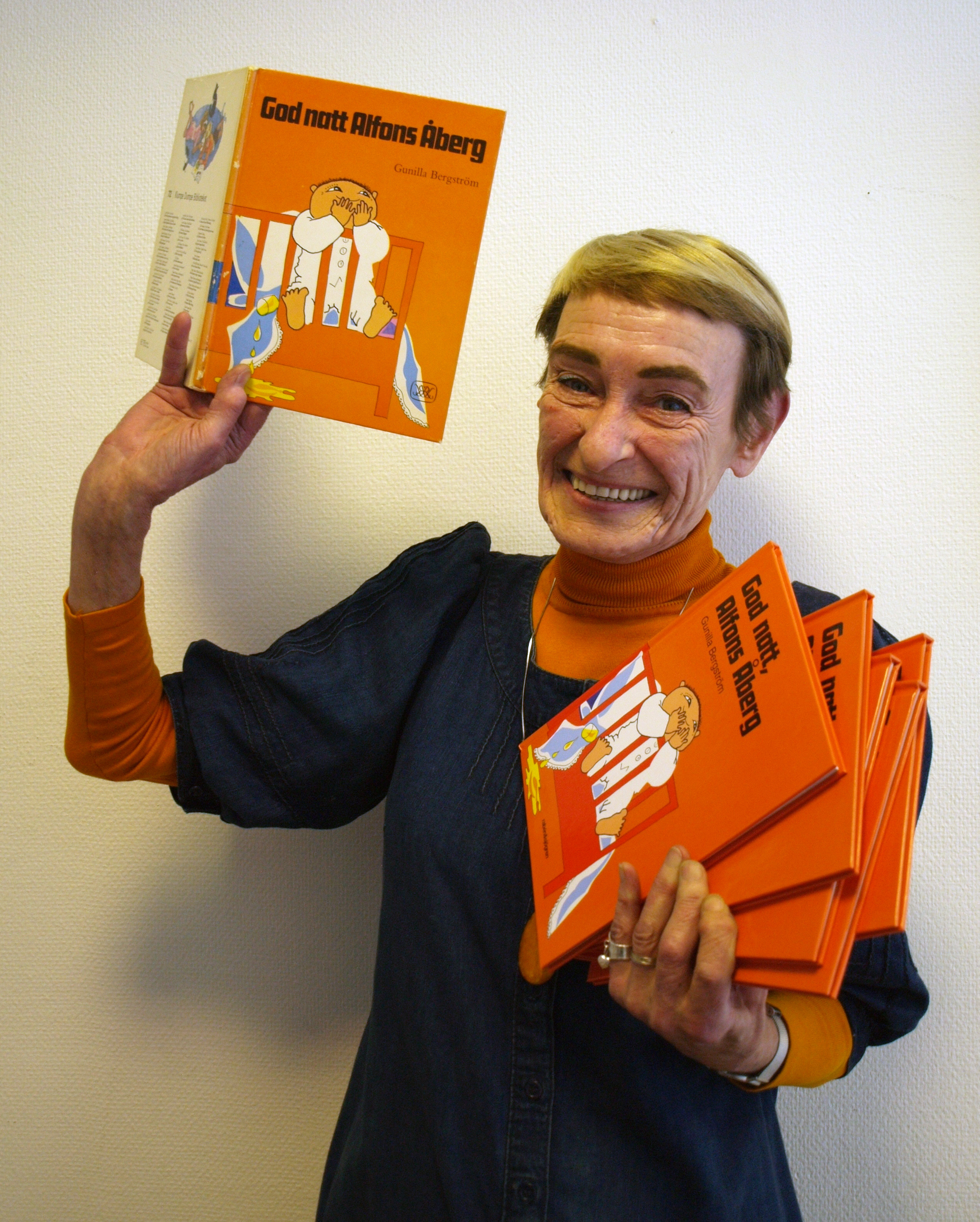
Gunilla Bergström zeigt die schwedische Ausgabe von Gute Nacht, Willi Wiberg (2010)

Gute Nacht, Willi Wiberg (schwedischer Originaltitel God natt Alfons Åberg) ist ein Bilderbuch der schwedischen Kinderbuchautorin und Illustratorin Gunilla Bergström aus dem Jahr 1972. Es ist das erste Buch aus der Willi Wiberg Reihe. Die deutsche Erstausgabe wurde 1974 beim Oetinger Verlag veröffentlicht.

## Inhalt
Der vierjährige Willi Wiberg sollte schlafen gehen, ist aber überhaupt nicht müde. Ähnlich wie in dem Kinderbuch Fränzi geht schlafen gibt es unzählige Dinge, die Willi vorher noch machen möchte: Sein Papa muss ihm eine Geschichte vorlesen, dann fällt ihm ein, dass er noch nicht Zähne geputzt hat, daraufhin hat er Durst und Papa bringt ihm ein Glas Wasser, das er allerdings im Bett ausschüttet, so dass Papa die Bettwäsche wechseln muss, dann muss sein Papa ihm das Töpfchen bringen und etwas später im Kasten nachschauen, ob sich dort ein Löwe befindet und zu guter Letzt vermisst Willi auch noch seinen Teddybären. Doch durch das ständige Hin und Her ist Papa bereits so müde, dass er auf der Suche nach dem Bären auf dem Fußboden im Wohnzimmer einschläft. Willi deckt Papa mit einer Decke zu, geht zu Bett und schläft ebenfalls ein.

## Kritiken
In 1001 Kinder- und Jugendbücher – Lies uns, bevor Du erwachsen bist! schreibt Charlotte Celsing: „Bergström hat die Fähigkeit, so über alltägliche Themen zu schreiben, dass Kinder in aller Welt sich darin wiedererkennen können. Ihre wunderbaren Illustrationen verleiten Kinder zum Weiterblättern: klare, cartoon-artige Zeichnungen, in Kombination mit Collagen aus Stoff, Garn, Schnur und Papier. Bergström drückt mit Farbe Bewegung aus und verleiht ihren so schlicht gezeichneten Figuren durch die Mimik eine große Bandbreite an Empfindungen. Bergströms Bücher haben immer einen humorvollen Unterton, und die Geschichten nehmen oft eine überraschende Wendung.“ Weniger euphorisch gibt sich Genevieve Gallagher: „Die altmodischen Aspekte der Illustrationen werden von Kindern wahrscheinlich nicht wahrgenommen. Die zeitlose Geschichte zeigt eine Vater-Sohn-Interaktion ohne viel Tamtam, hat aber für Kinder nur bedingt Anziehungskraft.“

## Besonderheiten
In Gute Nacht, Willi Wiberg (und in seinen Nachfolgern) kommen stets nur Willi und sein Vater vor. Ein Buch mit einer Ein-Elternteil-Familie war für die damalige Zeit bahnbrechend und wahrscheinlich genauso progressiv wie der Vater, der allen Wünschen seines Kindes mit stoischer Ruhe – und ununterbrochen Pfeife rauchend – nachkommt.
Bergström schrieb noch weitere Willi-Wiberg-Bücher, der unmittelbare Nachfolger ist Pass auf, Willi Wiberg.

## Verfilmungen
Das Buch wurde 1977 unter der Regie von Vigdis Solbø Peterson als 15-minütiger Kurzfilm unter dem Titel God natt, Albert Åberg in norwegischer Sprache verfilmt. 1979 wurde eine TV-Serie namens Alfons Åberg mit 16 Folgen in schwedischer Sprache produziert.

## Referenzen
Gute Nacht, Willi Wiberg ist in dem literarischen Nachschlagewerk 1001 Kinder- und Jugendbücher – Lies uns, bevor Du erwachsen bist! für die Altersstufe 0–3 Jahre enthalten und ist eines der 1000 Einträge in dem Buch Tusen svenska klassiker.

## Ausgaben
- God natt Alfons Åberg. Rabén and Sjögren, Schweden 1972 (librarything.com).
- Gute Nacht, Willi Wiberg. Oetinger, 1972 (deutsche Erstausgabe).[1]